# Niphogeton
Niphogeton là một chi thực vật có hoa thuộc họ Apiaceae. 
Chi này có các loài sau:
- Niphogeton sprucei